# Лисохвост (диаспора)

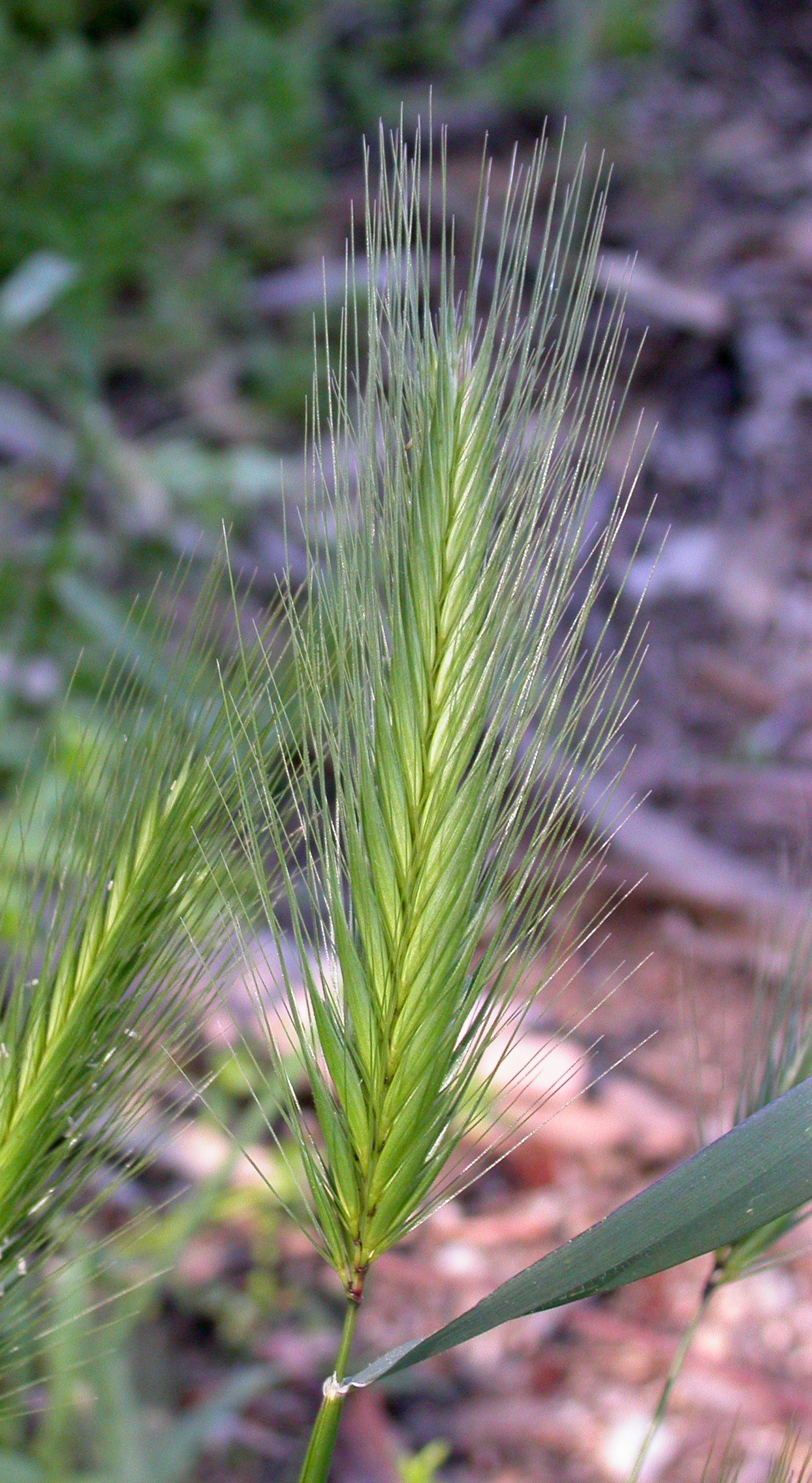
Hordeum murinum, соплодие-лисохвост

Лисохвост — растение, колосья которых имеют длинные ости и похожи на лисьи хвосты. Слово «лисохвост» применяют в русскоязычной литературе не только к растениям рода Лисохвост (Alopecurus), но и к некоторым другим травянистым растениям, которые имеют густые колосья.
Некоторые растения, известные под этим названием:
- Лисохвост (Alopecurus)
- Bromus madritensis
- Ячмень (Hordeum)
- Щетинник (Setaria)